# New England Highway
A New England Highway é uma autoestrada importante no estado australiano de Nova Gales do Sul. É uma rodovia de 878 quilômetros, que vai de Hexham em Newcastle no extremo sul de Yarraman, ao norte de Toowoomba em Queensland, no extremo norte. Faz parte do sistema de rodovias nacionais da Austrália e faz parte da rota interior entre Brisbane e Sydney.